# Arnaldo Pereira
Arnaldo Augusto Rodrigues Pereira, noto semplicemente come Arnaldo Pereira (Bragança, 16 giugno 1979), è un giocatore di calcio a 5 portoghese.

## Palmarès

### Competizioni nazionali
- Campionato portoghese: 5
Freixieiro: 2001-02
Benfica: 2002-03, 2007-08, 2008-09, 2011-12
- Taça de Portugal: 3
Benfica: 2002-03, 2008-09, 2011-12
- Supercoppa portoghese: 4
Benfica: 2003-04, 2007-08, 2009-10, 2011-12
- Campionato di Serie B: 1
Petrarca: 2017-18 (girone B)
- Coppa Italia di Serie B: 1
Petrarca: 2017-18

### Competizioni internazionali
- Coppa UEFA: 1
Benfica: 2009-10